# János Szentágothai
János Szentágothai (wym. [ˈjaːnoʃ  ˈsɛnta:gotɒj], ur. 31 października 1912 w Budapeszcie, zm. 8 września 1994 tamże) – węgierski anatom i neurofizjolog.

## Życie, edukacja, działalność publiczna
Szentágothai urodził się w zamożnej rodzinie węgierskiego lekarza niemieckiego pochodzenia Gustava Schimerta jako drugi z jego sześciu synów. Tradycja lekarska w rodzinie Schimertów sięgała kilku pokoleń i wieków wstecz: dwóch przodków Szentágothaia należało do pierwszych studentów medycyny Uniwersytetu Budapeszteńskiego, jeden z pradziadków piastował stanowisko szefa katedry chirurgii tegoż Uniwersytetu, a dziadek ze strony matki był pierwszym węgierskim profesorem urologii.
W wieku 16 lat, podczas nauki w budapeszteńskim gimnazjum Reichdeutsche Schule (1922–30), Szentágothai otrzymał w prezencie mikroskop, który wykorzystał do badania sporządzonych własnoręcznie preparatów histologicznych mózgów myszy. Od tego czasu pozostał trwale zainteresowany problematyką neuroanatomii i neurofizjologii .
W roku 1930 rozpoczął studia medyczne na Uniwersytecie Budapeszteńskim. Po zdaniu egzaminów z anatomii został asystentem Instytutu Anatomii, w którym prowadzono badania mózgu. Już jako student Szentágothai włączył się czynnie w prowadzone tam badania naukowe. Studia ukończył w roku 1936, a w roku 1942 uzyskał stopień doktorski.
W roku 1938 Szentágothai poślubił Alice Biberauer, z którą miał trzy córki: Katalin (urodzoną w 1939), Klárę (1941) i Márię Krisztinę (1951). Wszystkie one wybrały zawód lekarza.
W roku 1940 zmienił nazwisko z Schimert na Szentágothai. Upamiętnia ono transylwańskie miasto Szentágotha (rum. Agnita), z którego pochodziła rodzina ojca. Powodem tej zmiany była niechęć wobec narodowo-socjalistycznych Niemiec. W tym samym roku opuścił Uniwersytet Bazylejski, gdzie odbywał studia podoktorskie, w geście solidarności z wydalonymi ze Szwajcarii Żydami zajmującymi podobną do niego pozycję naukową .
W ostatnich tygodniach II wojny światowej Szentágothai został wcielony do armii i służył jako lekarz w szpitalu polowym nr 559 w austriackim Bad Kissingen. Wraz z pacjentami i pozostałym personelem szpitala został na kilka miesięcy jeńcem wojennym armii amerykańskiej.
W czasie powstania węgierskiego w roku 1956 Szentágothai był przewodniczącym komitetu rewolucyjnego na swoim uniwersytecie w Peczu. Z tego powodu musiał ukrywać się przez pewien czas po upadku powstania.
W 1959 r. został członkiem zagranicznym PAN.
W roku 1985 Szentágothai został posłem węgierskiego parlamentu. Zaangażował się tam w działania na rzecz ochrony środowiska przeciwstawiając się budowie elektrowni Gabčíkovo–Nagymaros. W roku 1990, w pierwszych demokratycznych wyborach na Węgrzech po roku 1947, został wybrany na posła nowego parlamentu jako jeden z kilku jedynie posłów zasiadających w poprzednim, komunistycznym parlamencie. Funkcję tę pełnił do roku 1994. W roku 1992 został odznaczony węgierskim Orderem Zasługi (Krzyż Komandorski z Gwiazdą).
W wolnym czasie malował akwarele i pisał wiersze . Za najważniejsze cele swego życia uważał „być człowiekiem kulturalnym w sensie, jaki miało to w końcu 20. wieku, być człowiekiem honoru niezależnie od okoliczności historycznych i, ponad wszystko, być dobrym chrześcijaninem”.

## Kariera naukowa
Rozpoczynając w trakcie studiów swoje badania znalazł się Szentágothai w centrum toczącej się wówczas w świecie naukowym dyskusji między zwolennikami koncepcji autonomicznego układu nerwowego jako rozproszonej ciągłej sieci włókien nerwowych, a tymi, którzy uważali neurony za autonomiczne komórki tworzące nieciągła sieć poprzez połączenia aksonów między sobą. Opracował on w tym okresie metodę badania szlaków i połączeń nerwowych poprzez śledzenie przebiegu wybarwionych srebrem zdegenerowanych włókien nerwowych uszkodzonych wcześniej celowo neuronów. Prace Szentágothaia przyczyniły się do zwycięstwa drugiej ze wspomnianych koncepcji. W trakcie pracy w Uniwersytecie Budapeszteńskim otrzymał tytuł profesorski.
W roku 1946, Szentágothai objął stanowisko kierownika Instytutu Anatomii zniszczonego podczas wojny Uniwersytetu w Peczu. Zreorganizował tam system nauczania i zebrał zespół prowadzący badania eksperymentalne nad anatomią czynnościową łuków odruchowych i synaps oraz nad regulacją neuroendokrynną i embriologią układu nerwowowego. Jednym z owoców tych badań była opublikowana w roku 1962 monografia  Hypothalamic control of the anterior pituitary (pol. Podwzgórzowa kontrola części przedniej przysadki) która, wielokrotnie wznawiana i tłumaczona, była rewolucyjnym krokiem w dziedzinie badań neuroendokrynologicznych.
Szentágothai cechował się ponadprzeciętną wyobraźnią przestrzenną i uzdolnieniami plastycznymi. Wykorzystał to jako współautor wydanego w roku 1946 wraz z Ferencem Kissem atlasu anatomicznego Az ember anatómiájának atlasza (wyd. pol. w roku 1975 jako Atlas anatomii człowieka). Atlas ten doczekał się 85 wydań w kilkunastu językach. Szentágothai był autorem większości ilustracji zarówno w tym atlasie, jak i w swoich pozostałych publikacjach. W środowisku naukowym był znany z odręcznego sporządzania ilustracji na tablicy podczas wykładów.
W roku 1963 Szentágothai przyjął propozycję objęcia szefostwa I Wydziału Anatomicznego Uniwersytetu Budapeszteńskiego. Pod jego kierownictwem wydział ten stał się instytucją naukową o międzynarodowej renomie. W Budapeszcie jednym z obszarów badań Szentágothaia stała się początkowo czynność móżdżku. Wykazał on między innymi, że móżdżek steruje kontrolowanymi przez siebie układami poprzez działanie hamujące. Swoje odkrycia zawarł w wydanej w roku 1967 pracy Cerebellum as a neural machine (pol. Móżdżek jako maszyna nerwowa), która stała się jednym z dzieł fundamentalnych dla postępów neurofizjologii. W latach 70. Szentágothai jako jeden z pierwszych wykorzystał modelowanie komputerowe do badania czynności i wzajemnych oddziaływań komórek i struktur mózgu. Stworzony przez niego model mózgu jako sieci wyspecjalizowanych populacji neuronów zaangażowanych w różne jego czynności i samoorganizujących się w oddzielne moduły inspirował pokolenia neurofizjologów .
W latach 1976–85 János Szentágothai był prezesem Węgierskiej Akademii Nauk. Był też między innymi członkiem Narodowej Akademii Nauk USA, Akademii Nauk ZSSR, Royal Society, Amerykańskiej Akademii Sztuk i Nauk, Fińskiej Akademii Nauk, Papieskiej Akademii Nauk,  Królewskiej Norweskiej Akademii Nauk, Serbskiej Akademii Nauk i Sztuk oraz Królewskiej Szwedzkiej Akademii Nauk. W latach 1976–77 był prezesem European Neuroscience Association. Był też członkiem redakcji czterech czasopism naukowych w dziedzinie anatomii i fizjologii mózgu.